# Лиховой, Игорь Дмитриевич
Игорь Дмитриевич Лиховой (укр. Ігор Дмитрович Ліховий; род. 12 июня 1957, село Врублевка, Романовский район Житомирской области) — украинский политик, Министр культуры и туризма Украины (2005—2006), Чрезвычайный и Полномочный Посол Украины в Республике Беларусь (2007—2010).
Первый заместитель Министра культуры Украины (2014—2016). Государственный служащий 1-го ранга (2006).

## Биография
Окончил Одесский политехнический институт (1974—1979), инженер-электромеханик, «Электрические машины»; Институт повышения квалификации работников культуры и искусств Украины, курс «Проблемы менеджмента в работе государственных историко-культурных заповедников» (1993—2003).
1979—1985 — инженер, электромеханик, инженер-конструктор Каневского электромеханического завода «Магнит».
1985—1987 — инструктор, заведующий отделом Каневского горкома КПУ.
1987—1989 — первый заместитель председателя Каневского горисполкома.
1989—2005 — директор Каневского государственного музея-заповедника Т. Г. Шевченко; директор, генеральный директор Шевченковского национального заповедника.
2004—2005 — научный сотрудник Института истории Украины НАНУ.
2006—2007 — руководитель Службы по вопросам сохранения национального культурного достояния Секретариата Президента Украины.
Действительный член Международного совета по вопросам памятников и достопримечательных мест (ІСОМОS), член правления Украинского фонда культуры, член Совета общества международных связей «Украина—Мир», член Главного совета Украинского общества охраны памятников истории и культуры. Член НСЖУ.
Депутат Каневского городского совета народных депутатов (1987—2002), Черкасского облсовета народных депутатов (1990—1994).
Заслуженный работник культуры Украины (1997). Орден «За заслуги» III степени (2000).
Женат, имеет двоих детей.